# マーガレット・レア・セッドン
マーガレット・レア・セッドン(Margaret Rhea Seddon、1947年11月8日-)は、医師、アメリカ航空宇宙局の宇宙飛行士である。女性を含む最初の宇宙飛行士のグループに選ばれ、STS-51-D、STS-40にミッションスペシャリストとして、STS-58にペイロードコマンダーとして参加した。宇宙飛行士であった期間の前後は、テネシー州、ミシシッピ州、テキサス州等で医師として活動している。

## 生い立ち
セッドンはテネシー州マーフリーズボロで生まれ、1956年にマーフリーズボロ中央高校を卒業した。1970年にカリフォルニア大学バークレー校で生理学の学士号を取得し、1973年にテネシー大学医学部で医学博士号を取得した。カリフォルニア大学バークレー校在学中、セッドンはシグマ・カッパ・ソロリティに所属していた。
医学部卒業後、セッドンは特に外科患者の栄養学に興味を持ちながら、メンフィスで外科のインターンシップ及び3年間の外科研修を行った。ミシシッピ州やテネシー州でいくつかの病院の救急外科医を務めた。また癌患者の栄養に対する放射線治療の効果についても研究を行った。

## NASAでのキャリア
彼女は1978年1月にNASAの宇宙飛行士候補に選ばれ、1979年8月には正式に宇宙飛行士に選ばれた。彼女のNASAでの仕事は、オービタやペイロードのソフトウェア、スペースシャトルのアビオニクス、フライトデータファイル、シャトルの医療キットとチェックリスト、打上げや帰還時のヘリコプターでの待機、STS-6のサポート、ミッションコントロールセンターでの通信員等、非常に多岐に渡った。
彼女は3度の宇宙飛行で722時間以上を宇宙で過ごした。1985年のSTS-51-D、1991年のSTS-40ではミッションスペシャリスト、1993年のSTS-58ではペイロードコマンダーを務めた。1996年9月、彼女はテネシー州ナッシュビルのヴァンダービルト大学に派遣され、1998年4月にコロンビアに積み込まれた心臓血管の実験装置を開発した。セッドンは1997年11月にNASAを退職し、現在はヴァンダービルト大学で働いている。

## 私生活

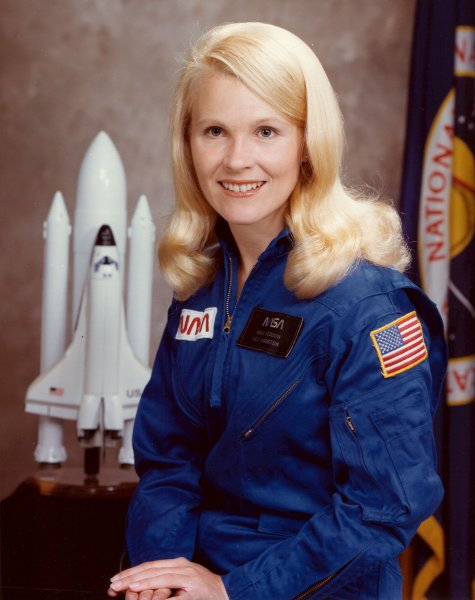
1978年のポートレート

彼女はニューヨーク州クーパーズタウン出身の元宇宙飛行士ロバート・ギブソンと結婚した。エミリー・ギブソンを含む3人の子供がいる。父のエドワード・C・セッドンは妻のクレイトン・ダン・セッドンと離婚し、マーフリーズボロに住んでいる。夫の母ポール・A・ギブソンはカリフォルニア州シール・ビーチに住んでいる。